# Merk & Kremont
I Merk & Kremont sono un duo musicale house italiano formato dai disc jockey Federico Mercuri e Giordano Cremona, entrambi originari di Milano.
Nel 2014 sono stati inseriti al 94º posto nella classifica annuale Top 100 DJ stilata dalla rivista DJ Magazine.

## Storia
Il duo, formato dai coetanei Federico Mercuri (Merk) e Giordano Cremona (Kremont, figlio del comico e illusionista Raul Cremona), sin dall'inizio della sua carriera ha attirato l'attenzione di alcuni importanti disc jockey della scena musicale internazionale, come Avicii, Steve Angello, Hardwell e Nicky Romero, i quali li hanno portati a firmare con la Spinnin' Records. La loro prima collaborazione risale al 2016 con Bob Sinclar, nel remix di Someone Who Needs Me.
In Italia hanno prodotto alcuni brani di Fabio Rovazzi, Il Pagante (gruppo di cui fa parte Eddy Veerus, al secolo Edoardo Cremona, cugino di Kremont), Ghali e Gianluca Vacchi, tra i quali Andiamo a comandare, Tutto molto interessante, Senza pensieri, Good Times e DAM.
Il 6 aprile 2018 hanno pubblicato il singolo Hands Up in collaborazione con i DNCE. Il brano è stato in seguito certificato disco di platino dalla FIMI. Nel 2023 hanno prodotto il singolo di Paola & Chiara Furore, presentato in gara al Festival di Sanremo nello stesso anno, e si sono esibiti con le stesse Paola & Chiara nella quarta serata in un medley delle canzoni più famose del duo.
Oltre alle diverse date in Europa, il duo si è esibito anche in Arabia Saudita, Indonesia, Cina, Giappone, Birmania, Hong Kong, Florida e Tunisia.
Il 23 giugno 2023 pubblicano insieme a Tananai e Marracash il singolo Un altro mondo. 

## Discografia

### Singoli
- 2012 – Underground
- 2013 – Tundra (con Paris & Simo)
- 2013 – Gear
- 2013 – Zunami
- 2014 – Charger (vs. Amersy)
- 2014 – Amen
- 2014 – Anubi (vs. Dannic)
- 2014 – Strike (vs. Toby Green)
- 2014 – Now or Never (con Bongom)
- 2015 – Black & White (vs. Volt & State)
- 2015 – Get Get Down
- 2015 – Up'N'Down (vs. Gianluca Motta)
- 2016 – 41 Days
- 2016 – Give Me Some (con Fedde Le Grand)
- 2016 – Eyes (vs. Sunstars)
- 2016 – Don't Need No Money (con Steffen Morrison)
- 2016 – Heart Of Mine (vs. SISSA)
- 2016 – CIAO
- 2016 – Music (vs. Dannic) (con Duane Harden)
- 2017 – Invisible
- 2017 – GANG (con Kris Kiss)
- 2017 – Sad Story (Out of Luck)
- 2017 – Turn It Around
- 2018 – Fire
- 2018 – Hands Up (con DNCE)
- 2018 – Sushi
- 2019 – Gucci Fendi Prada
- 2019 – Kids
- 2020 – Numb (con SVEA feat. Ernia)
- 2020 – BAM BAM (con Hawk)
- 2021 – Do It (con Buzz Low)
- 2021 – She's Wild (con The Beach)
- 2021 – Noi siamo l'Inter (con Eddy Veerus)
- 2022 – Marianela (Que Pasa) (con HUGEL e Lirico En La Casa)
- 2023 – Un altro mondo (con Tananai e Marracash)
- 2024 – Nino nino (con Emis Killa e Massimo Pericolo)
- 2025 – Oceanica (con Jovanotti)

### Remix
- 2011 – Andry J - My Beat (Merk & Kremont Remix)
- 2014 – Promise Land e Alicia Madison - Sun Shine Down (Merk & Kremont Remix)
- 2014 – Chris Lake e Jareth - Helium (Merk & Kremont Remix)
- 2014 – Syn Cole - Miami 82 (Merk & Kremont Remix)
- 2014 – Pink Is Punk - Pinball (Merk & Kremont Edit)
- 2014 – Shawnee Taylor, Helena - Levity (Merk & Kremont Remix)
- 2014 – Nicky Romero e Anouk - Feet On The Ground (Merk & Kremont Remix)
- 2015 – Steve Aoki e Walk off the Earth - Home We'll Go (Take My Hand) (Merk & Kremont Remix)
- 2016 – Bob Sinclar - Someone Who Needs Me (Merk & Kremont vs Sunstars Remix)
- 2017 – Sage the Gemini - Now & Later (Merk & Kremont Remix)
- 2017 – Avicii e Sandro Cavazza - Without You (Merk & Kremont Mix)
- 2018 – Betta Lemme - Bambola (Merk & Kremont Mix)
- 2019 – Jovanotti - Nuova era (Merk & Kremont Remix)